# يان ساندر
يان ساندر (بالإنجليزية: Ian Sander)‏ هو مخرج وممثل أمريكي، ولد في 22 نوفمبر 1947 بنيويورك في الولايات المتحدة، وتوفي في 3 مايو 2016.

## وصلات خارجية
- يان ساندر على موقع IMDb (الإنجليزية)
- يان ساندر على موقع ألو سيني (الفرنسية)
- يان ساندر على موقع أول موفي (الإنجليزية)
- يان ساندر على موقع قاعدة بيانات برودواي على الإنترنت (الإنجليزية)
- يان ساندر على موقع قاعدة بيانات الأفلام السويدية (السويدية)
- يان ساندر على موقع قاعدة بيانات الفيلم (الإنجليزية)
- يان ساندر على موقع كينوبويسك (الروسية)